# Elkader (Iowa)
Elkader – miasto w Stanach Zjednoczonych, w stanie Iowa, siedziba hrabstwie Clayton. W 2000 liczyło 1 465 mieszkańców.

## Miasta partnerskie
- Mu’askar, Algieria